# Il leone dormente
Il leone dormente (The Sleeping Lion) è un film muto del 1919 diretto da Rupert Julian. Sceneggiato da Elliott J. Clawson su un soggetto di Bernard McConville, il film aveva come interpreti Monroe Salisbury, Pat Moore, Rhea Mitchell, Herschel Mayall, Alfred Allen, Alice Claire Elliott, Marian Skinner, Sidney Franklin, Frank Leigh.

## Trama
Tony è un vasaio italiano che vive a New York. Il suo sogno è quello di possedere un ranch nel West: dopo aver adottato un ragazzo italiano, Little Tony, parte con lui per l'ovest. I due si stabiliscono in una cittadina del West. In paese spadroneggia Durant, un giocatore d'azzardo, che si scontra con Tony, il quale si rifiuta di bere whisky e non ha problemi ad esternare la sua ammirazione per Kate Billings, la fidanzata di Durant. Tony si adatta bene alla vita del West, lavorando come cowboy. Passa così un anno. Un giorno, mentre Tony è lontano da casa, Durant spara a un'ombra che crede essere il suo rivale. In realtà, si tratta di Little Tony, che è rimasto leggermente ferito. Tony si vendicherà del suo avversario, salvando anche Kate che è fuggita. Quando all'ex vasaio giunge la notizia che Carlotta, la sua promessa sposa che doveva raggiungerlo dall'est, ha invece sposato un altro, lui è libero di rivolgere le sue attenzioni a Kate, di cui riesce a conquistare l'amore.

## Produzione
Il film fu prodotto dalla Universal Film Manufacturing Company con il titolo di lavorazione The Open Roads.

## Distribuzione
Il copyright del film, richiesto dalla Universal Film Mfg. Co., fu registrato l'11 giugno 1919 con il numero LP13821.
Distribuito dalla Universal Film Manufacturing Company, il film uscì nelle sale cinematografiche statunitensi il 23 giugno 1919.
In Italia, distribuito nel 1921 dalla Transatlantic, il film ottenne il visto di censura numero 16057.
Non si conoscono copie ancora esistenti della pellicola che viene considerata presumibilmente perduta.